# Lorio austerus
Lorio austerus là một loài tò vò trong họ Ichneumonidae.